# アクロス・ザ・ユニバース
- アクロス・ザ・ユニバース
- アクロス・ザ・ユニヴァース

「アクロス・ザ・ユニバース」（Across the Universe）は、ビートルズの楽曲である。1969年に発売されたWWFへのチャリティ・アルバム『ノー・ワンズ・ゴナ・チェンジ・アワ・ワールド』に収録され、1970年に発売された12作目のイギリス盤公式オリジナル・アルバム『レット・イット・ビー』には別アレンジの音源で収録された。レノン＝マッカートニー名義となっているが、実質的にはジョン・レノンによって書かれた。楽曲が発表されて以降、多数のアーティストによってカバーされ、1975年に発表されたデヴィッド・ボウイによるカバー・バージョンには、レノンがギターとコーラスで参加している。

## 背景・曲の構成
「アクロス・ザ・ユニバース」の歌詞は、レノンの当時の妻であるシンシア・レノンが延々と喋り続けたことに由来している。1967年のある夜、シンシアに腹を立て、階下に降りたレノンは本作冒頭の「Words are flowing out like endless rain into a paper cup」という一節を思いつき、しばらく考えた末に一気に歌詞を書き上げた。この経緯についてレノンは、「ベッドでシンシアの隣に寝そべっていたときのことだ。僕はイライラしていた。きっと彼女がどうでもいいことを延々と喋り続けていたからだろう。僕の耳には彼女の言葉が、尽きることのない流れのように、幾度となく聞こえてきた。階下に降りた瞬間に、それがイライラの歌から宇宙の歌へと変わった。職人技なんて関係ない。あの曲は勝手に出来上がったのさ」と振り返っている。
本作は1967年後半から1968年初頭にビートルズのメンバーが関心を寄せた超越瞑想に影響されている。繰り返し歌われる「Jai Guru Deva Om…」は、サンスクリット語で「我らが導師、神に勝利あれ（神に感謝を）」の意で、マハリシ・マヘーシュ・ヨーギーの師にあたるグル・デヴに感謝を捧げるマントラである。
楽曲は、ヴァースのあとに「Jai Guru Deva Om…」というフレーズが後に、「Nothing's gonna change my world」というフレーズを3回繰り返すという構成になっている。3つのヴァースでは、それぞれ「歓びの波」、「落ち着かない風」、「百万の太陽の輝き」について歌われている。
後にレノンは、「実際のところ、最高傑作かもしれない。呼び名はどうであれ、良い詩だよ。僕が好きなのは、メロディ抜きでも単体で成り立つ歌詞。メロディを必要としなかったら、詩みたいように読めるだろう」と語っている。

## レコーディング

### 1968年2月のセッション
1968年2月にビートルズはEMIレコーディング・スタジオに集まり、インドでの瞑想修行中に発売するシングルに収録する予定の楽曲の録音を行っていた。ポール・マッカートニーは「レディ・マドンナ」、レノンは「アクロス・ザ・ユニバース」を書き、いずれの楽曲も同じく「ヘイ・ブルドッグ」やジョージ・ハリスン作の「ジ・インナー・ライト」のボーカル・トラックと共に2月3日から11日の間に録音された。
「アクロス・ザ・ユニバース」は、2月4日にEMIレコーディング・スタジオのスタジオ2で開始された。この日のセッションでは6テイク録音され、テイク数のナンバリングを途中で誤り、テイク3から繰り上がってテイク4からテイク7とされた。ベーシック・トラックは、レノンがアコースティック・ギター、ハリスンがタンブーラ、リンゴ・スターがトムトムという編成で録音された。
オーバー・ダビング用にテイク7が選ばれ、トラック2にハリスンによるタンブーラで演奏したドローン、トラック3にレノンのダブルトラッキングしたボーカルを録音。ここで女性のボーカルが必要だと判断したメンバーは、スタジオの外で待っていた2名のファン（リジー・ブラヴォーとゲイリーン・ビース）を招き、バッキング・ボーカルを担当させた。その後、レノンのボーカルとギター、スターのトムトムをトラック1、ハリスンのタンブーラとファン2名のバッキング・ボーカルをトラック2にピンポン録音し、テイク8を作成。このテイク8にベース、オルガン、ドラムがオーバー・ダビングされた。
しかし、レノンはアレンジに満足せず、テイク8にオーバー・ダビングしたベース、オルガンを消去。代わりにロータリースピーカーを通したエレクトリック・ギターとハーモニー・ボーカルを加えた。2月8日にモノラル・ミックスが1度制作された。
メンバーは、シングルとして発売する楽曲を「レディ・マドンナ」と「ジ・インナー・ライト」に決定し、本作と「ヘイ・ブルドッグ」はシングル曲候補から外された。その後、同年9月に映画『イエロー・サブマリン』で使用された「ヘイ・ブルドッグ」「オール・トゥゲザー・ナウ」「オンリー・ア・ノーザン・ソング」「イッツ・オール・トゥ・マッチ」の4曲の新曲とともにEPとして発売する案があり、1969年3月13日には改めてモノラル・ミックスが作成されたが、EP発売の話が立ち消えとなった。

### アルバム『ノー・ワンズ・ゴナ・チェンジ・アワ・ワールド』収録バージョン
1968年2月の録音時にスパイク・ミリガンが、スタジオに立ち寄って本作を聴いた。そこでミリガンは、世界野生生物基金（WWF）のチャリティ・アルバムの話をメンバーに持ちかけた。メンバーはこの提案に賛同し、1969年1月にチャリティ・アルバムのためのモノラル・ミックスを作成した。このモノラル・ミックスでは、チャリティ・アルバムの趣旨に合わせるために楽曲の冒頭とフェード・アウト部分にSE（鳥の鳴き声）が加えられた。その後10月2日にステレオ・ミックスが、SEが入っていないミックスとSEが入っているミックスの2種類が作成された。2種類のうち後者は、テープの回転速度が上げられたことにより、オリジナルのDからE♭とキーが高くなった。1969年12月にチャリティ・アルバム『ノー・ワンズ・ゴナ・チェンジ・アワ・ワールド』が発売され、初めて楽曲が発表される形となった。
なお、チャリティ・アルバムでは、SEが入ったミックスが収録され、のちに1979年にイギリスで発売された『レアリティーズ』、1980年にアメリカで発売された『レアリティーズ Vol.2』と同年に発売された『ビートルズ バラード・ベスト20』、1988年に発売された『パスト・マスターズ』にも収録された。なお、1969年1月に作成されたモノラル・ミックスは、2009年に発売された『ザ・ビートルズ MONO BOX』に使用された『モノ・マスターズ』で初収録された。

### アルバム『レット・イット・ビー』収録版
1969年1月より行われたゲット・バック・セッションにて本作も採り上げられ、翌年に公開された映画『レット・イット・ビー』にレノンが本作を演奏している映像が含まれている。しかし、トゥイッケナム映画撮影所でのリハーサルで演奏されたのみで、のちにアップル・スタジオで行われた作業では取り上げられなかった。このため、映画の内容に沿ったサウンドトラックを制作することを依頼されたグリン・ジョンズは、1970年1月5日に1968年2月にレコーディングされた音源を使用してリミックスを施した。「デビュー当時のようにオーバー・ダビングを一切行わないアルバムを制作する」という方針に沿うために、バッキング・ボーカルと鳥の鳴き声が消去された。しかし、このアルバムの出来にメンバーが納得しなかったことから、このアルバムは未発表となった。
その後、1970年3月下旬と4月上旬にフィル・スペクターの再プロデュースにより、テープの回転速度が下げられてオーケストラとコーラスがオーバー・ダビングされ、曲のキーもDからD♭に変更された。このアレンジは、1970年5月に発売されたアルバム『レット・イット・ビー』に収録された。なお、ビートルズのアルバムに収録されたのは、このアレンジの方が先である。

### 他のバージョン
1996年に発売された『ザ・ビートルズ・アンソロジー2』に、テイク2が収録された。この音源では、ギターとボーカル、スワラマンダラ、アコースティック・ギターとタンブーラという編成となっている。
2003年に発売された『レット・イット・ビー...ネイキッド』では、オーケストラやコーラスのオーバー・ダビングが消去され、レノンのアコースティック・ギターとリード・ボーカルを主体としたシンプルなアレンジになっている。なお、チャリティ・アルバムや『レット・イット・ビー』に収録された音源とは異なり、キーは元の音源と同様のDとなっている。
2018年に発売された『ザ・ビートルズ (ホワイト・アルバム)〈スーパー・デラックス・エディション〉』のCD 6の22曲目には、テイク6が収録された。この音源では、レノンのギターでの弾き語りとスターのトムトムのみの簡潔な構成となっている。

## 評価や文化的影響
音楽評論家のリッチー・アンターバーガーは、本作について「ビートルズで最も繊細かつ広大無辺なバラードの1つ」「アルバム『レット・イット・ビー』のハイライトにあたる」と高く評価する一方で、音楽評論家のイアン・マクドナルドは「あからさまに幼稚な呪文」と酷評している。
レノンは、前述のように本作の歌詞については肯定的に見ている一方で、本作の録音については不満を持っており、1980年の『プレイボーイ』誌のインタビューで「録音がうまくいかなかった」「ギターも僕も調子が狂っている」と語り、さらに「ポールは無意識のうちに僕の名曲を台無しにする。みんなはポールの曲には一生懸命取り組むのに、どういうわけか僕の曲の時だけ実験的なことをしたり、だらけたりする」と語っている。
2008年2月4日米東部時間午後7時（日本時間5日午前9時）に、NASAが設立50周年を迎えることを記念して、北極星へ向けて本作が発信された。マッカートニーとレノンの未亡人であるオノ・ヨーコは、この計画を賞賛した。なお、地球から北極星の距離は約431光年であることから、北極星に本作が到着するのは2439年ごろとされている。

## クレジット
※特記がない限り、出典はイアン・マクドナルドの著書

### 参加ミュージシャン
『ノー・ワンズ・ゴナ・チェンジ・アワ・ワールド』『パスト・マスターズ』収録テイク
- ジョン・レノン - リード・ボーカル、アコースティック・ギター、ロータリースピーカーを通したエレクトリック・ギター
- ポール・マッカートニー - ピアノ、バッキング・ボーカル
- ジョージ・ハリスン - タンブーラ、バッキング・ボーカル
- リンゴ・スター - マラカス、バスドラム
- リジー・ブラボー、ゲイリーン・ピース - コーラス

『レット・イット・ビー』収録テイク
- ジョン・レノン - リード・ボーカル、アコースティック・ギター、エレクトリック・ギター
- ポール・マッカートニー - ピアノ
- ジョージ・ハリスン - タンブーラ
- リンゴ・スター - マラカス、バスドラム
- フィル・スペクター - ストリングス、合唱団

『ザ・ビートルズ・アンソロジー2』収録テイク
- ジョン・レノン - リード・ボーカル、アコースティック・ギター
- ジョージ・ハリスン - シタール、タンブーラ
- リンゴ・スター、トムトム、スワラマンダラ

『レット・イット・ビー...ネイキッド』収録テイク
- ジョン・レノン - リード・ボーカル、アコースティック・ギター、ロータリースピーカーを通したエレクトリック・ギター
- ジョージ・ハリスン - タンブーラ
- リンゴ・スター - バスドラム

『ザ・ビートルズ (ホワイト・アルバム)〈スーパー・デラックス・エディション〉』収録テイク
- ジョン・レノン - リード・ボーカル、アコースティック・ギター
- リンゴ・スター - トムトム

### スタッフ
- ジョージ・マーティン - 音楽プロデューサー（1968年録音時）
- フィル・スペクター - 音楽プロデューサー（『レット・イット・ビー』収録テイク）
- ケン・スコット、マーティン・ベンジ - レコーディング・エンジニア（1968年録音時）
- ジェフ・ジャラット - リミックス・エンジニア（『ノー・ワンズ・ゴナ・チェンジ・アワ・ワールド』『パスト・マスターズ』収録テイク）
- ピーター・ブラウン、マイク・シェディー - レコーディング・エンジニア、リミックス・エンジニア（『レット・イット・ビー』収録テイク）

## カバー・バージョン

### デヴィッド・ボウイによるカバー
デヴィッド・ボウイは、1975年に発売されたアルバム『ヤング・アメリカンズ』で「アクロス・ザ・ユニバース」をカバーした。ボウイは、1975年1月にエレクトリック・レディ・スタジオでレコーディングし、同日には「フェイム」のレコーディングも行われた。ボウイのカバー・バージョンは、ブルー・アイド・ソウル調にアレンジされていて、レノンがギターとバッキング・ボーカルで参加している。後にレノンは「自分たちで『アクロス・ザ・ユニバース』のいいアレンジを作ることができなかったから、本当にいいことだと思った。お気に入りの曲だけど、自分たちの演奏は好きじゃない」と語っていて、ボウイもビートルズの演奏については「とても湿っぽい」と語っている。
しかし、ボウイによるカバー・バージョンは、音楽評論家などからは否定的な評価を得ており、『ピッチフォーク・メディア』のダグラス・ウォークは「アルバムで正真正銘のやっかい者の1つ。大げさな仕上がり」と評していて、作家のピーター・ドゲットも同様に「大げさで、型にはまったアレンジ」「レノンを感動させる奇妙な術」と評している。ボウイの黄金期とされる時期で、否定的な評価を得たカバー・バージョンとなったが、伝記作家のニコラス・ペッグは「非常に素晴らしいカバー」と評している。

#### クレジット
※出典
ミュージシャン
- デヴィッド・ボウイ - リード・ボーカル、バッキング・ボーカル
- ジョン・レノン - アコースティック・ギター
- カルロス・アロマー - リズムギター
- アール・スリック - リードギター
- エミール・ササン - ベース
- デニス・デイヴィス - ドラム

スタッフ
- デヴィッド・ボウイ - プロデュース
- ハリー・マスリン - プロデュース
- エディ・クレイマー - エンジニア

### その他のアーティストによるカバー
2005年の第47回グラミー賞授賞式で、スマトラ島沖地震の被害者支援として、スティービー・ワンダー、ブライアン・ウィルソン、ノラ・ジョーンズ、ボノ（U2）、スラッシュ、スティーヴン・タイラー（エアロスミス）、ビリー・ジョー・アームストロング（グリーン・デイ）によってチャリティー・バンドが結成され、本作がライブ演奏された。なお、このカバー・バージョンでは、「Nothing's gonna change my world」というフレーズが「Something's gonna change my world」に変更されている。後にライブ音源がiTunes Storeで配信され、2005年3月5日付のBillboard Hot 100で最高位22位を記録した。なお、このカバー・バージョンによる配信売上は、国際連合児童基金を経由して被害者支援のために寄付された。
2011年にビーディ・アイが、同年4月3日にブリクストン・アカデミーで開催された日本支援ライブ『Japan Disaster Benefit』のエンディング・ナンバーとして本作を演奏。このイベントの前日にはRAKスタジオでレコーディングが行われており、このスタジオ音源は4月4日より期間限定で東日本大震災復興支援チャリティーソングとして配信限定で発売された。ビーディ・アイによるカバー・バージョンは、全英シングルチャートで最高位88位を記録した。
このほか、シラ・ブラック（シングル盤）、フィオナ・アップル（『カラー・オブ・ハート』）らによってカバーされた。
日本では、宇多田ヒカルが2010年のライヴ『WILD LIFE』でアンコール1曲目に披露、そのほかにもクラムボンや吉井和哉がカバー。三井不動産レジデンシャルのCMソングとして多数のアーティストがカバーしている。